# Tropiska stormen Fay
Den tropiska stormen Fay var den fjärde tropiska stormen och den sjätte namngivna stormen i den Atlantiska orkansäsongen 2008. 36 personer dog till följd av Fay.

## Stormhistoria

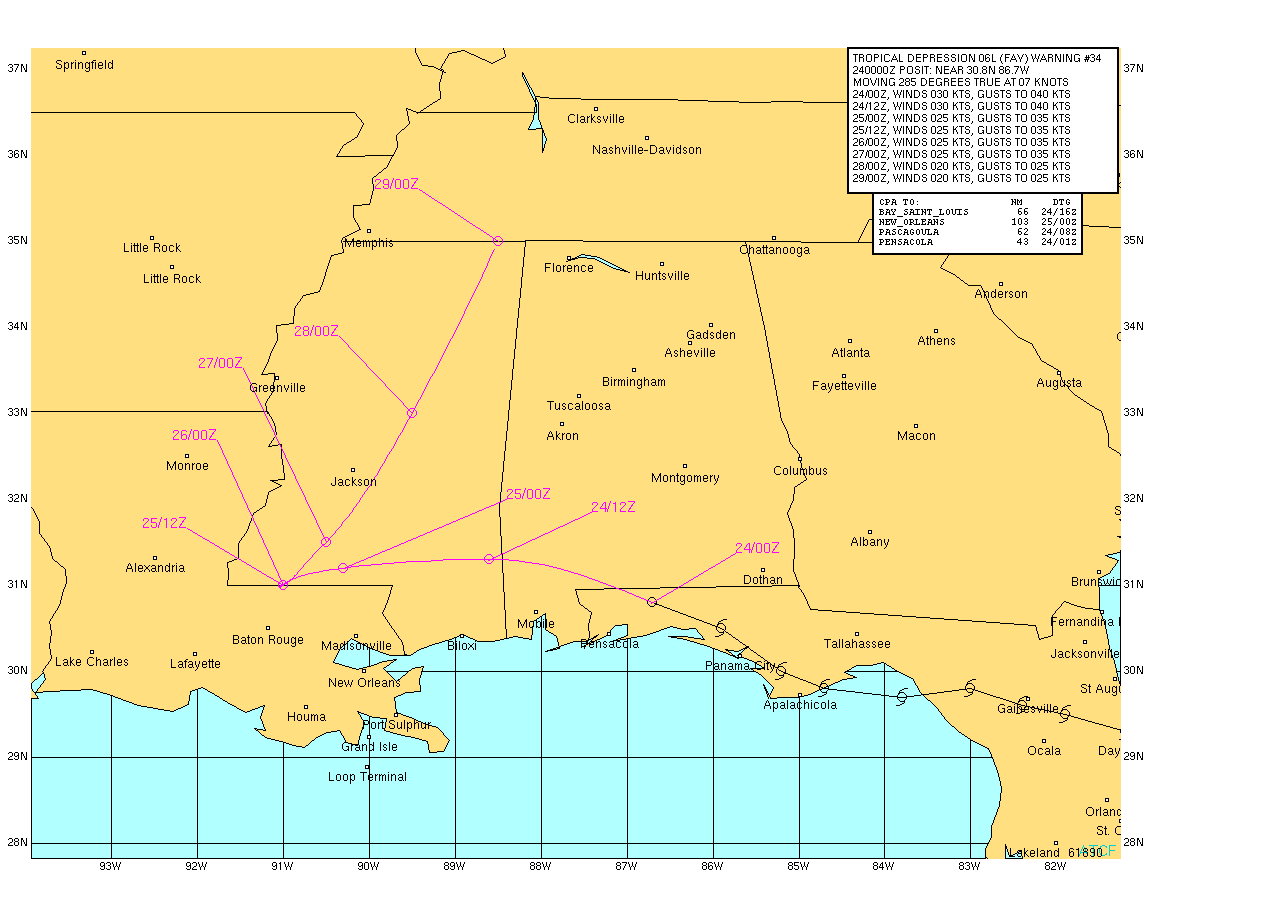
Fays förväntade bana

En kraftig tropisk våg bildades utanför Afrikas västkust den 7 augusti. Den tropiska vågen var oorganiserad och svag när den passerade över Atlanten, men när den närmade sig Jungfruöarna och Puerto Rico blev den allt mer organiserad. Den 15 augusti blev området så organiserat att systemet blev den tropiska stormen Fay, då den rörde sig över den östra delen av Dominikanska republiken.
Efter att ha blivit en tropisk storm, så rörde sig Fay i stadig hastighet västerut över Hispaniola. Omkring 12:00 UTC den 16 augusti drog stormen ut över Gonâve-golfen, med lite organiserad konvektion nära dess centrum . Förhållandena var gynnsamma för att öka i intensitet, och konvektion bildades snabbt runt centrum. Tidigt den 17 augusti rapporterade en Hurricae Hunter ett bättre organiserat cirkulationscentrum, och satellitbilder visade ett väletablerat utsug inom den stora konvektionen.
Fay drog in över Florida två gånger, först vid Key West sent på eftermiddagen den 18 augusti och tidigt följande morgon nära Naples med vindar på 95 km/h. Senare den dagen, medan den passerade över centrala Florida, så ökade Fay överraskande i styrka till 100 km/h med ett lufttryck på 986 mbar, vilket är starkare än vad Fay var över öppet vatten, och fortsatte att hålla den styrkan under dagen, men försvagades något senare inåt land.
Fay återfick lite styrka, men efter att ha lämnat land vid Melbourne och på väg norrut över den varma vattnen i Atlanten, så ändrade Fay dock riktning efter att ha stött på en högtrycksrygg. Detta resulterade i att den drog in över land än en gång vid Flagler Beach på eftermiddagen den 21 augusti. Alla de fyra gånger Fay drog in över land vid Florida så hade Fay en vindhastighet på 95 km/h.

## Förberedelser
Myndigheterna i Florida har uppmanat alla turister att lämna Florida Keys. Borgmästaren på Key West, Morgan McPherson, har sagt att så många som 25 000 kan komma att lämna öarna allteftersom Fay närmar sig och katastrofberedskap har utfärdats av Floridas guvernör Charlie Crist då "Fay hotar Florida med en stor katastrof".
Shell kommer att evakuera 200 personer från Mexikanska golfen då Fay närmar sig.

## Skador

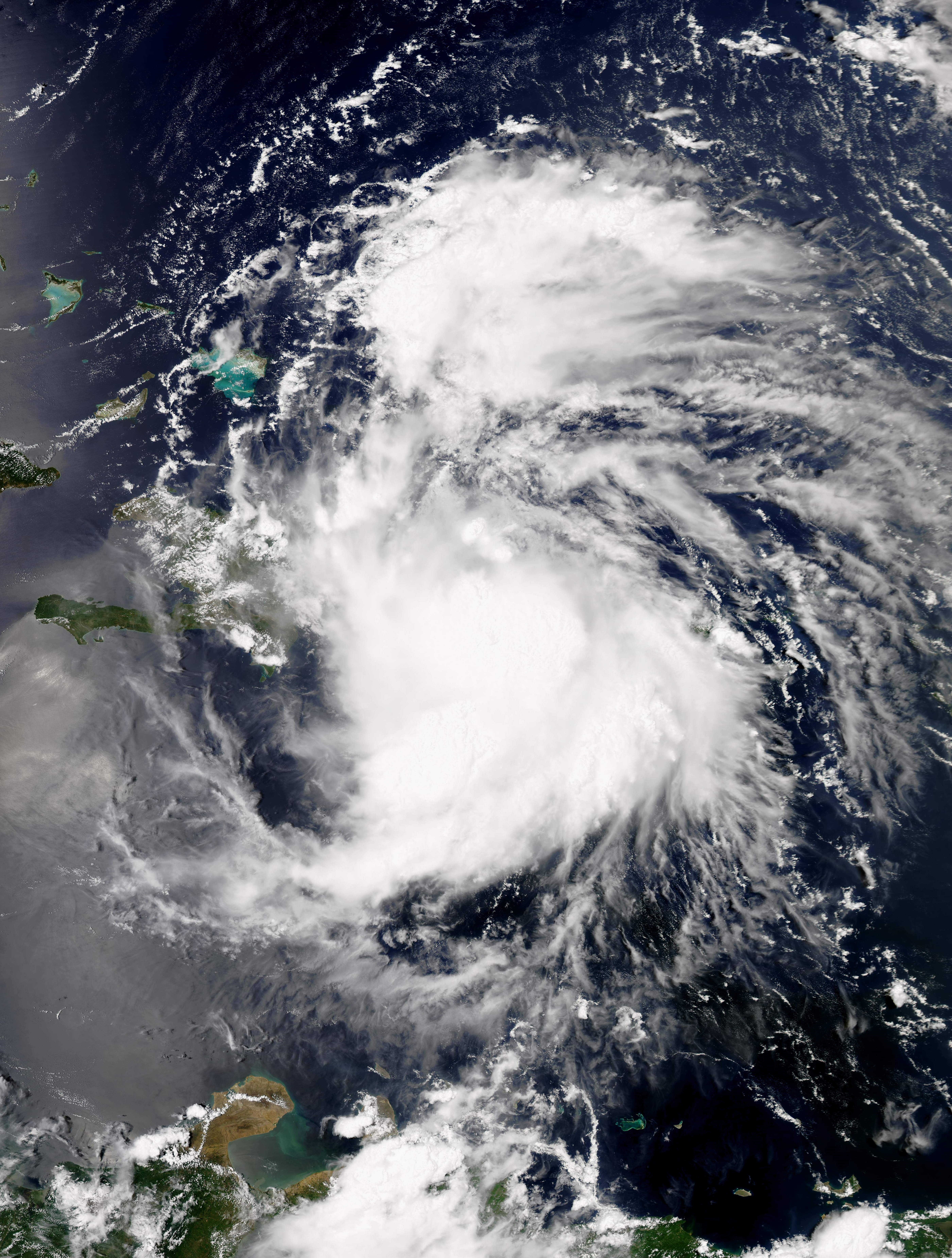
Fay över den Dominikanska republiken

### Dominikanska republiken
Fay bildades över ön den 15 augusti och orsakade mindre skador som nedfallna träd och översvämningar, detta fick till följd att de flesta flygningar till och från landet fick ställas in.
Minst fyra människor har dödats efter att ha svepts iväg av vattenmassor i östra Dominikanska republiken
. 

### Haiti
På Haiti rapporterades jordbruksskador som förstörda risfält och bananodlingar som orsakats av Fays kraftiga vindar och regn. En man dog efter att ha svepts iväg av en strömflod medan han försökte att ta sig över en översvämmad flod. Två barn dog när en buss välte och översvämmades.

### Jamaica
På Jamaica dog en person då ett fordon sveptes iväg av flodvatten.

### USA

#### Florida

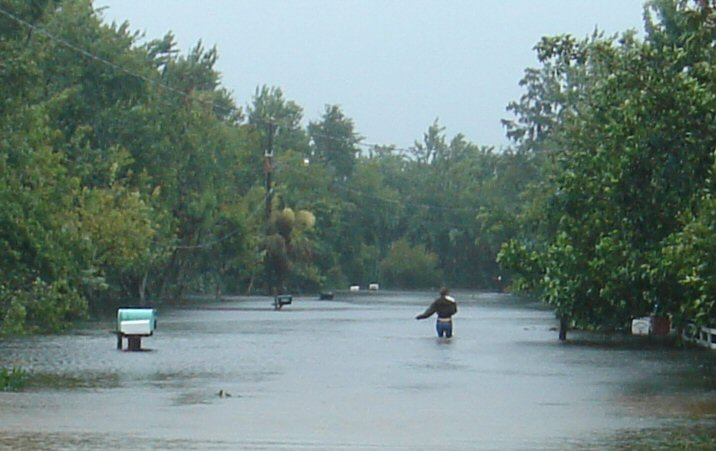
Översvämningar i östcentrala delarna av Florida

Medan Fay rörde sig över Florida Keys, så rapporterades en tornado på Big Coppitt Key, där några träd slogs ner. En kraftigare tornado inträffade efter att stormen dragit in över land vid Wellington, Florida, där betydande skador rapporterades, bland annat att dörrar och fönster blåsts bort från hus, många träd fällts och en svag byggnad rapporteras ha förstörts. Översvämningar har rapporterats på den lågliggande Marco Island. Ett indirekt dödsfall inträffade i Highlands County då en man förgiftades när han testade sin generator i förberedelsen för stormen. En 26 år gammal kitesurfare skadades allvarligt i Fort Lauderdale när han drogs med i en vindstöt associerad med Fay. Han slogs med huvudet före ner i marken och drogs sedan genom gatorna tills hans träffade en byggnad  .
Tidiga uppskattningar från Brevard County visar på skador på hus och infrastruktur för mellan 10 och 12 miljoner dollar. Fay resulterade i ett drunkningsfall vid Neptune Beach. USA:s president George W. Bush förklarade undantagstillstånd för Florida.

#### Resten av södra USA
Kraftiga regn rapporterades också från delar av Alabama, Georgia och Mississippi. En ung pojke dödades i Grady County, Georgia när han sveptes iväg i ett dräneringsdike av flodvatten.